# Ottaviano Nonni
Ottaviano Nonni, conhecido como Il Mascherino (1536 - 6 de agosto, 1606) foi um arquiteto italiano, escultor e pintor, nascido em Bologna e falecido em Roma. Aprendiz de Giacomo Barozzi da Vignola, ele trabalhou em Emilia e em Roma, onde viveu até seu falecimento.